# KTV国民放送
KTV国民放送（韓語：KTV국민방송；英文简称 Korea TV）是韩国的国营有线电视频道，旨在对公共政策进行宣导。前身为系列新闻纪录电影《大韩新闻》。

## 历史
- 1994年12月31日，系列新闻影片《大韩新闻》制作了最后一期（第2040号）。
- 1995年3月1日，“韩国廣播K-TV”[註 1]开播，通过有线电视播出。
- 2002年3月1日，频道开始通过卫星电视（CH 520）和网络播出。
- 2005年2月，频道更名为“韩国政策放送”。
- 2009年6月，开始24小时播出。
- 2010年12月，HD开始播出。
- 2014年1月1日，频道更名为“KTV国民廣播”。
- 2014年12月15日，办公地点从首尔迁移至世宗市。